# Hepatica glaucescens
Hepatica glaucescens är en fjärilsart som beskrevs av George Francis Hampson 1894. Hepatica glaucescens ingår i släktet Hepatica och familjen nattflyn. Inga underarter finns listade i Catalogue of Life.